# Фехрийе Ердал
Фехрийе Ердал (на турски: Fehriye Erdal) е кюрдска активистка, член на Революционната народна освободителна партия-Фронт (DHKP-C).

## Биография
Фехрийе Ердал е родена на 25 февруари 1977 година в град Адана, Турция. Тя е сред тримата членове на DHKP-C, замесени в убийството на турския бизнесмен Йоздемир Сабанджъ и двама негови служители на 9 януари 1996 година в Истанбул.
През 1999 година е заловена в Белгия. По време на ареста си, тя си прави фалшив паспорт под името Йълдъръм Несе. Белгийските служители я идентифицират, само след като взимат пръстовите отпечатъци на лицето.
През 2006 година, няколко часа преди присъдата си, въпреки че е била под 24-часово наблюдение на белгийския тайни служби, тя успява да избяга. Според белгийското законодателство е трябвало да бъде осъдена на четири години затвор. През 2008 година е оправдана по обвинението за убийството на бизнесмена Йоздемир Сабанджъ.